# Fosse lombaire
La fosse lombaire est une région anatomique superficielle paire située entre le rachis lombaire médialement, la cage thoracique en haut, le bassin en bas, et le flanc latéralement.
En cas de douleur située à ce niveau, plusieurs causes peuvent être évoquées : le plus souvent d'origine rénale (colique néphrétique principalement, mais aussi infarctus rénal, pyélonéphrite aiguë) ou plus largement rétropéritonéale, voire d'origine digestive (appendicite rétrocœcale) ou gynécologique.